# Padre Bernardo
Padre Bernardo è un comune del Brasile nello Stato del Goiás, parte della mesoregione del Leste Goiano e della microregione di Entorno do Distrito Federal.